# Pustki (zespół muzyczny)
Pustki – polski pop-rockowy zespół muzyczny założony w 1999 w Ostrówku, od 2007 działał w Warszawie. W 2019 zespół zakończył działalność, a wokalistka Barbara Wrońska przeszła na solową działalność.

## Historia

### 1999–2001:Studio Pustki
Zespół został założony w sierpniu 1999 roku w Ostrówku pod Warszawą przez gitarzystę Radka Łukasiewicza i śpiewającego basistę Janka Piętkę. Pierwszy skład dopełnili klawiszowiec Łukasz Nowak, perkusista Grzegorz Śluz oraz Milena Łukasiewicz, grająca na instrumentach perkusyjnych. Nazwę zespołu zaczerpnęli od komórki, zwanej „pustkami”, w której odbywały się pierwsze próby formacji. Po sześciu tygodniach zespół nagrał swój pierwszy album demo. Pochodzący z niego utwór „Everybody Must Get Stoned” znalazł się na składance pisma Lampa i Iskra Boża.
Pod koniec 2000 roku grupa weszła do studia Złota skała, aby nagrać materiał na debiutancki album. Płyta Studio Pustki ukazała się w marcu następnego roku nakładem Antena Krzyku. Na albumie zaprezentował się już nieco inny skład, ponieważ na instrumentach klawiszowych Łukasza Nowaka zastąpił Daniel Pigoński. Album zebrał wiele pozytywnych recenzji w muzycznej prasie, a twórczość zespołu określano jako protopunk i rock garażowy. W miesięczniku Teraz Rock Grzegorz Kluska napisał:

Wreszcie jakiś obiecujący rockowy debiut. Muzyka w klimatach MC5, The Stooges, Velvet Underground.
Gdy słucha się tej płyty, odnosi się wrażenie, że została nagrana bezpośrednio na próbie, na niezbyt wysokiej klasy sprzęcie. Ciekawe, że dzięki temu Studio pustki brzmi całkiem świeżo – a może lepiej powiedzieć: wyraźnie inaczej od powstających ostatnio produkcji polskich. Jest to granie zdecydowanie gitarowe, choć od czasu do czasu również klawisze dają o sobie znać całkiem mocno.

W maju grupa odbyła trasę koncertową oraz wystąpiła w Studiu im. Agnieszki Osieckiej na koncercie transmitowanym na żywo w Programie III Polskiego Radia.

### 2002–2004:8 Ohm

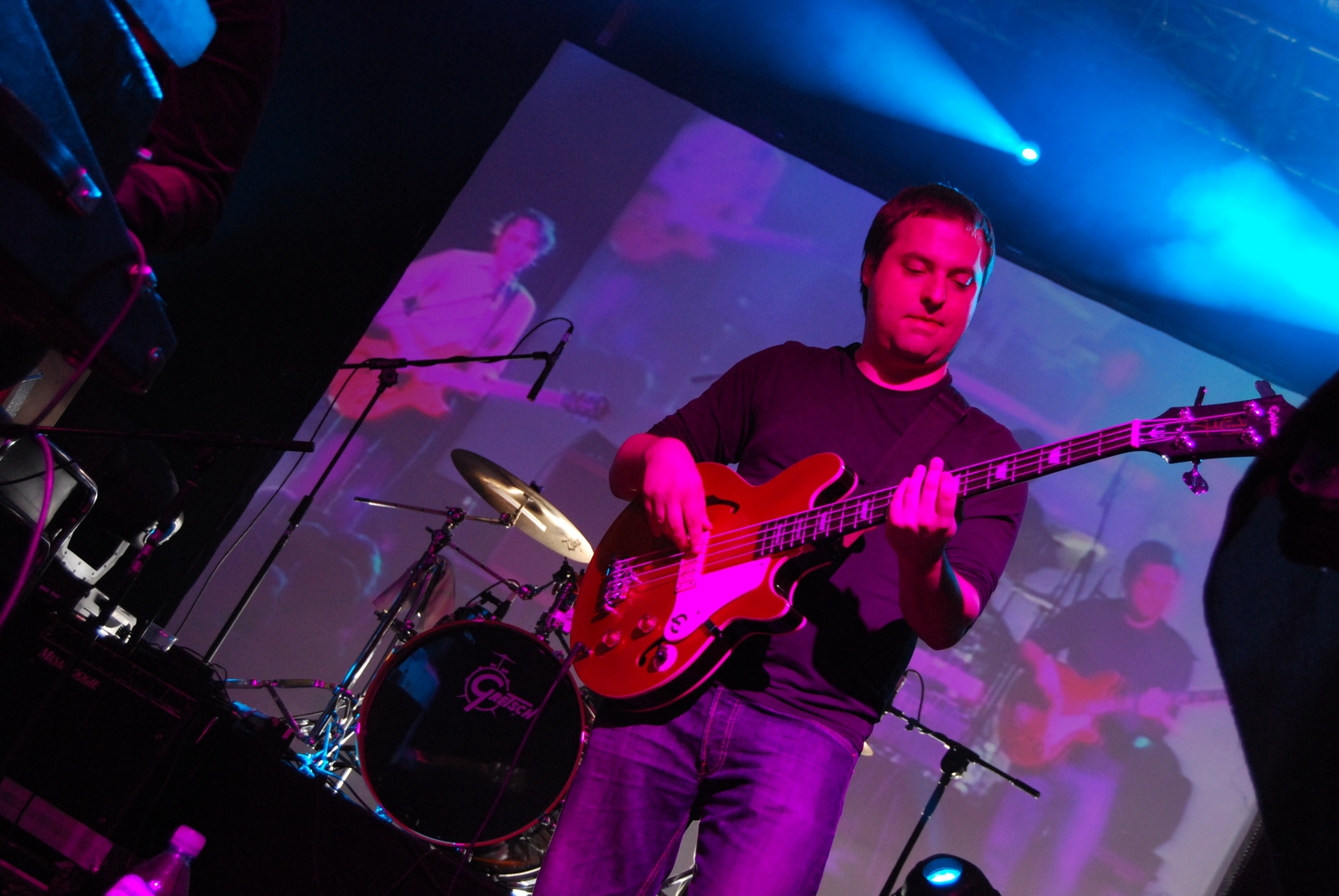
Pustki na Juwenaliach Krakowskich w 2009 roku

Niedługo po wydaniu debiutanckiej płyty, w 2002 roku, doszło do kolejnych zmian w składzie. Zespół opuścili Milena Łukasiewicz oraz Daniel Pigoński (który założył później takie formacje jak Elektrolot czy Polpo Motel) a nowym nabytkiem grupy został basista Filip Zawada. Janek Piętka, dotychczasowy basista, przejął natomiast funkcję klawiszowca. W tym zestawieniu personalnym nastąpił okres grania rozbudowanych, improwizowanych i w dużej mierze instrumentalnych kompozycji (występy m.in. na Festiwalu Wujek).
W 2004 powstał wielowątkowy, eklektyczny album 8 Ohm, na którym oprócz standardowego rockowego instrumentarium można było usłyszeć dźwięki saksofonu, skrzypiec, fisharmonii i wibrafonu. Śladowo nawiązywał on do estetyki post-rocka i rocka progresywnego, choć zawierał też typowe dla zespołu, melodyjne piosenki. Według samych muzyków był on wyrazem tzw. Muzyki Ściany Wschodniej. Na płycie 8 Ohm po raz pierwszy pojawiła się w składzie grupy grająca na skrzypcach i instrumentach klawiszowych wokalistka Barbara Wrońska.

### 2005–2006:Do mi no
W 2006 ukazała się trzecia płyta Pustek Do mi no, prostsza konstrukcyjnie od poprzedniej. Przyczyniła się ona do popularności grupy dzięki przebojowym piosenkom takim jak „Telefon do przyjaciela”, „Tchu mi brak”, czy „Słabość chwilowa”. Ukoronowaniem tej fali popularności był świetnie przyjęty koncert w ramach imprezy Open’er Festival w Gdyni 2006.
Oprócz nagrywania regularnych albumów zespół stworzył też muzykę do filmów Doskonałe popołudnie w reżyserii Przemysława Wojcieszka, Marco P. i złodzieje rowerów w reżyserii Bodo Koxa oraz do radzieckiego, niemego, przedwojennego filmu Aelita, którego reżyserem był Jakow Protazanow. Pustki napisały też muzykę do spektakli Cokolwiek się zdarzy, kocham cię, Osobisty Jezus i Dwoje biednych Rumunów mówiących po polsku, wszystkie trzy przedstawienia w reżyserii Przemysława Wojcieszka. 6 lipca 2008 roku ukazał się album z muzyką Pustek do przedstawień i filmów Wojcieszka: Dwoje biednych Rumunów mówiących po polsku, Doskonałe popołudnie, Cokolwiek się zdarzy, kocham cię i Osobisty Jezus. Na płycie znalazło się 12 utworów. Była ona dołączona do kwartalnika Notatnik Teatralny (Nr 47/48 2008).

### 2007–2008:Koniec kryzysu

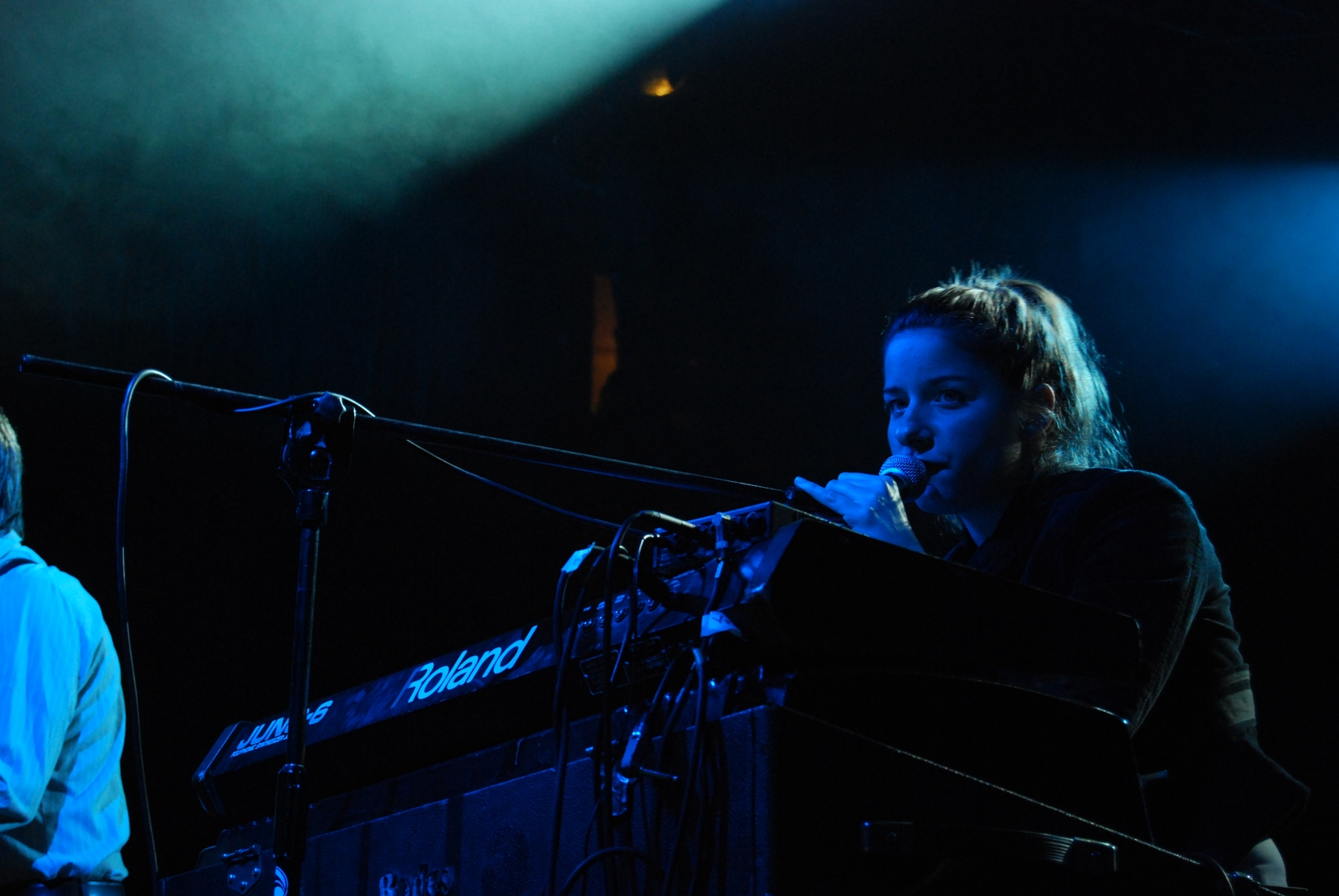
Pustki na Juwenaliach Krakowskich w 2009 roku

Na początku 2007 doszło do kolejnych znaczących zmian personalnych w grupie – najpierw zespół opuścił basista Filip Zawada (który, po odejściu zakłada zespół Indigo tree), a kilka miesięcy później wokalista i współzałożyciel zespołu Janek Piętka. Zespół postanowił jednak kontynuować działalność, funkcję głównego wokalu przejęła Barbara Wrońska, a w kwietniu 2007 basistą został Szymon Tarkowski, znany z takich formacji jak Wiosna, Batyskaf czy Płyny. Grupa postanowiła wówczas przenieść na stałe swoją działalność z Ostrówka do Warszawy.
W maju 2007 roku ukazał się album Warszawa. Tribute to Joy Division, zawierający covery utworów zespołu Joy Division, na którym znalazła się piosenka Pustek Koniec kryzysu (inspirowana utworem Passover). „Ta piosenka stała się poniekąd kompozycyjnym i brzmieniowym wyznacznikiem naszej drogi do nowego albumu. Od niej zaczęły się nowe Pustki i stąd tytuł albumu” – mówi Radek Łukasiewicz, współzałożyciel i gitarzysta zespołu.
Pod koniec 2007 zespół nagrał dwie piosenki na album Wyspiański wyzwala, słowa do utworów są wierszami Stanisława Wyspiańskiego. Album promuje utwór Wesoły jestem. Drugi utwór Pustek na tym wydawnictwie to Jakżeż ja się uspokoję, do którego nagrano również teledysk.
17 października 2008 ukazała się czwarta płyta grupy zatytułowana Koniec kryzysu, promowana singlem Parzydełko. Okazała się kolejnym przełomem w karierze zespołu, zdobywając jeszcze większą popularność niż jej poprzedniczka „Do Mi No”. Zespół zebrał znakomite recenzje, został nominowany do wielu prestiżowych nagród, takich jak Paszport Polityki czy Fryderyk. Radiowa Trójka oraz popkulturowe pismo Pulp uznały Pustki za zespół roku, a „Koniec kryzysu” za album roku 2008.

### 2009–2010:Kalambury
23 października 2009 ukazała się piąta płyta zespołu, zatytułowana „Kalambury”. Na płycie tej Pustki jako tekstów użyły wierszy polskich poetów, takich jak Stanisław Wyspiański, Władysław Broniewski, Bolesław Leśmian czy Julian Tuwim. Zespół ponownie nominowany został do nagrody Paszportu Polityki, a także w grudniu 2009 otrzymał specjalne wyróżnienie od miasta Toruń – nagrodę im. Grzegorza Ciechowskiego.
W lutym 2010 zespół zarejestrował materiał na pierwszy koncertowy album DVD – występ odbył się w ramach Najmniejszego Koncertu Świata w studiu nagraniowym Alvernia Studios w Nieporazie koło Krakowa. DVD ukazało się 29 października 2010, a promuje je nowa piosenka „Lugola”, do której powstał teledysk wyreżyserowany przez Przemysława Wojcieszka.

## Skład
- Radek Łukasiewicz – gitara, śpiew
- Grzegorz Śluz – perkusja
- Barbara Wrońska – śpiew, instrumenty klawiszowe

### Byli członkowie
- Łukasz Nowak – instrumenty klawiszowe (1999–2000)
- Milena Łukasiewicz – instrumenty perkusyjne (1999–2001)
- Daniel Pigoński – instr. klawiszowe (2000–2002)
- Filip Zawada – gitara basowa (2002–2006)
- Janek Piętka – śpiew, gitara basowa, okazjonalnie klawisze, gitara, instrumenty perkusyjne (1999–2007)
- Szymon Tarkowski – gitara basowa (2007–2012)

## Dyskografia

### Albumy
| 2001                           | Studio Pustki - Data: 28 lutego 2001 - Wydawca: Antena Krzyku | —  |
| 2004                           | 8 Ohm - Data: 19 kwietnia 2004 - Wydawca: Polskie Radio       | —  |
| 2006                           | Do mi no - Data: 20 marca 2006 - Wydawca: Polskie Radio       | 30 |
| 2008                           | Koniec kryzysu - Data: 17 października 2008 - Wydawca: Agora  | —  |
| 2009                           | Kalambury - Data: 23 października 2009 - Wydawca: Agora       | —  |
| 2014                           | Safari - Data: 7 marca 2014 - Wydawca: Agora, Art2 Music      | —  |
| "—" pozycja nie była notowana. |                                                               |    |

### Albumy koncertowe
| Rok  | Tytuł                                                                                             |
| ---- | ------------------------------------------------------------------------------------------------- |
| 2010 | Najmniejszy koncert świata - Data: 29 października 2010 - Wydawca: Agora (ISBN 978-83-7552-929-6) |

### Kompilacje
| Rok  | Tytuł                                                                         |
| ---- | ----------------------------------------------------------------------------- |
| 2015 | Wydawało się - Data: 4 grudnia 2015 - Wydawca: Agora (ISBN 978-83-268-2315-2) |

### Single
| 2004                           | Doskonałe popołudnie        | —  |
| 2004                           | Wszystko jest nieczytelne   | —  |
| 2005                           | Telefon do przyjaciela      | 13 |
| 2006                           | Słabość chwilowa            | 12 |
| 2006                           | Nic do powiedzenia          | 8  |
| 2006                           | Tchu mi brak                | 8  |
| 2007                           | Koniec kryzysu              | 44 |
| 2008                           | Parzydełko                  | 16 |
| 2008                           | Wesoły jestem               | 31 |
| 2009                           | Nie zgubię się w tłumie     | 28 |
| 2009                           | Niezdrowy rozsądek          | —  |
| 2009                           | Wiersz o szukaniu           | 16 |
| 2009                           | Kalambury                   | 24 |
| 2010                           | Nieodwaga feat. Artur Rojek | 20 |
| 2010                           | Lugola                      | 10 |
| 2014                           | Tyle z życia                | 26 |
| 2014                           | Się wydawało                | 4  |
| 2014                           | Wyjeżdżam!                  | 33 |
| 2015                           | Lepiej osobno               | 38 |
| 2015                           | O krok                      | 4  |
| "—" pozycja nie była notowana. |                             |    |

## Teledyski
- Patyczak (reżyseria: Andrzej Dąbrowski)
- Wszystko jest nieczytelne (reżyseria: Andrzej Dąbrowski)
- Doskonałe popołudnie (reżyseria: Grzegorz Korczak)
- Słabość chwilowa (reżyseria: Bodo Kox i Filip Zawada)
- Jakżeż ja się uspokoję (reżyseria: Julia Kolberger)
- Parzydełko (reżyseria: Janek Koza)
- Nie zgubię się w tłumie (reżyseria: Krzysztof Ostrowski)
- Nuda (reżyseria: Kuba Czekaj)
- Kalambury (reżyseria: Grzegorz Jankowski)
- Lugola (reżyseria: Przemysław Wojcieszek)
- Tyle z życia (reżyseria: Krzysztof Ostrowski)